# Oratoire San Giovanni in Oleo
L'oratoire San Giovanni in Oleo est un oratoire de Rome. Dans sa forme actuelle il remonte essentiellement au début du XVIe siècle et présente « le caractère d'un précieux boîtier à bijoux »[réf. nécessaire]. Il dépend de l'église San Giovanni a Porta Latina voisine.

## Histoire

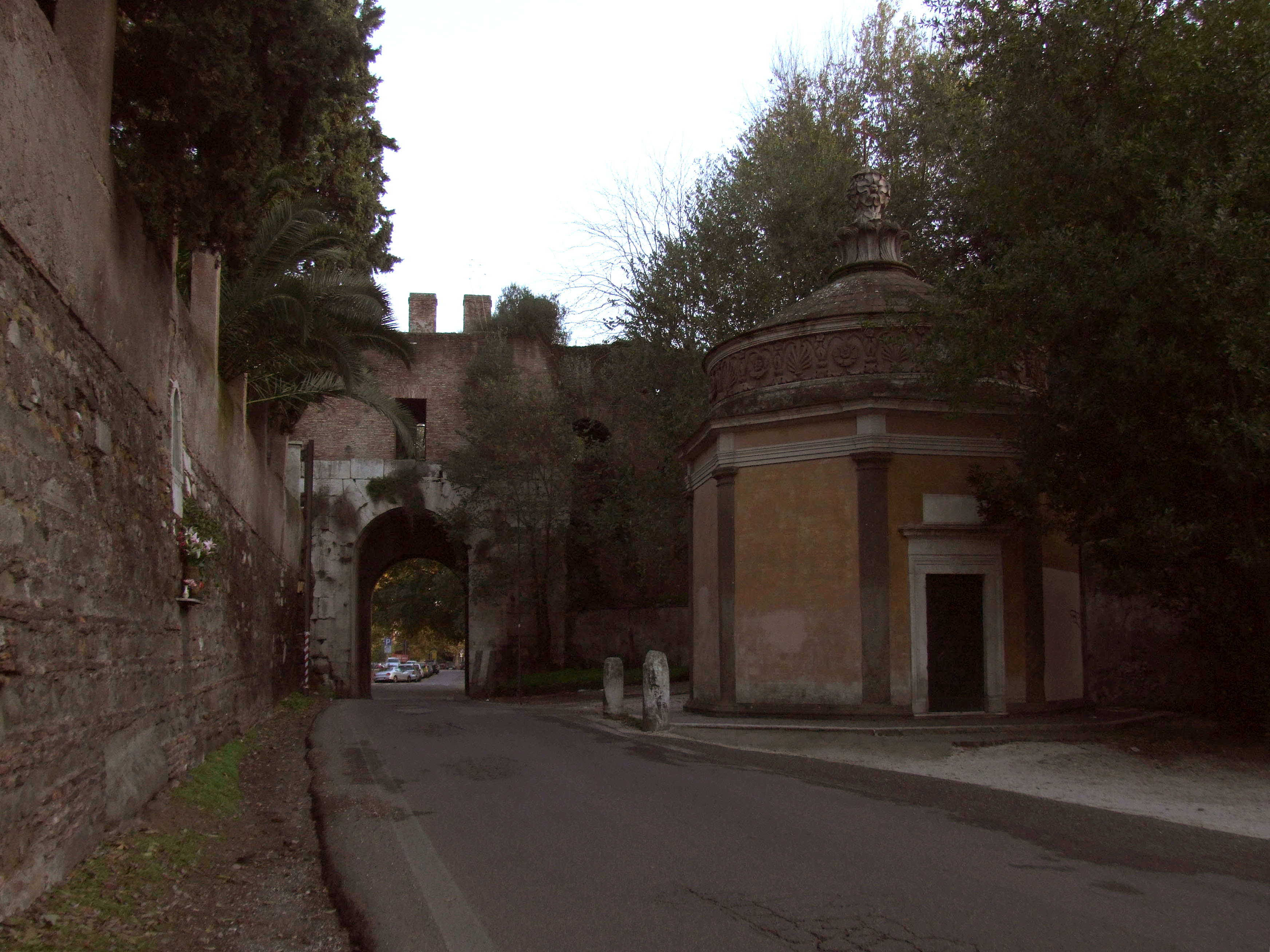
L'oratoire San Giovanni in Oleo, façade ouest, devant la Porta Latina

L'oratoire se trouve sur la via di Porta Latina, à une vingtaine de mètres de la porta Latina, au sud du XIX rione romain, celui du Celio, qui se situe au sud-est de la ville.
D'après la tradition, cette petite construction s'élève à l'endroit même où saint Jean aurait subi le martyre de l'huile bouillante et y aurait survécu avant de s'exiler à Patmos. C'est de là que vient le nom de « Saint-Jean-dans-l'Huile ». Selon la Légende dorée, l'histoire se serait passée pendant le règne de Domitien, donc à la fin du Ier siècle, quoique les premiers récits de cet événement ne remontent qu'au début du IIIe siècle. Dans l'Antiquité, le lieu où se trouve l'oratoire, proche de la via Appia, était couvert de mausolées et l'on peut supposer que l'édifice actuel est érigé à l'emplacement d'un autre, plus ancien. C'est Benoît Adam, un prélat français auditeur à la Sacra Rota, qui le fait construire en 1509.
On attribue l'architecture de l'édifice à Bramante et à son disciple Antonio da Sangallo le Jeune, mais le fait est discuté. Pendant le pontificat d'Alexandre VII le bâtiment est restauré et terminé en 1661 par Francesco Borromini, sur une commande du cardinal Francesco Paolucci. Les derniers travaux de rénovation, entrepris en 1716 sous le pontificat de Clément XI, portaient sur une restauration de l'intérieur, avec l'ajout d'une fresque sur le martyre de saint Jean.

## Description
L'oratoire possède une forme octogonale. À l'origine, la structure ne comportait pas de coupole et se terminait au-dessus de la charpente. Ce fut seulement Borromini en 1658 qui y ajouta le toit dans sa forme actuelle ainsi que la croix, le globe orné de roses et la couronne de feuilles d'acanthe.
Les surfaces de l'octogone sont en maçonnerie de brique crépie sur une structure de travertin. À chacun des angles de l'octogone se dressent des pilastres coudés avec des chapiteaux simples. Au-dessus de la corniche s'élève la toiture de pierre, en forme de cône. En dessous de la corniche, une frise circulaire en bas-relief de terre cuite fait alterner des roses et des palmettes. Elle est l'œuvre de Borromini.
À l'extérieur, la construction ne présente aucune autre décoration. Au linteau du portail occidental, on a inscrit dès l'origine le nom du fondateur, Benoît Adam, avec l'année de la construction (1509), sa devise en français, « Au plaisir de Dieu», et le nom du pape régnant, Jules II. 
Sur le linteau du portail oriental sont placés les meubles héraldiques de la famille Chigi, « au mont d'or à six cimes accompagné en chef d'une étoile de même ». Ils surplombent une inscription qui désigne le pape Alexandre VII, membre de la famille Chigi, comme le donneur d'ordre de la restauration de l'oratoire en 1657 dans le même temps que l'église San Giovanni a Porta Latina. Ces travaux sont confiés à Francesco Borromini qui les mènent de 1657 à 1661. Il aménage l'intérieur du petit édifice. L'espace est couvert par une coupole plate. Le cycle de fresques représentant la vie de Saint-Jean l'Évangéliste, datant de 1658, est dû à Lazzaro Baldi élève de Pierre de Cortone. L'intérieur n'est pas accessible en temps normal

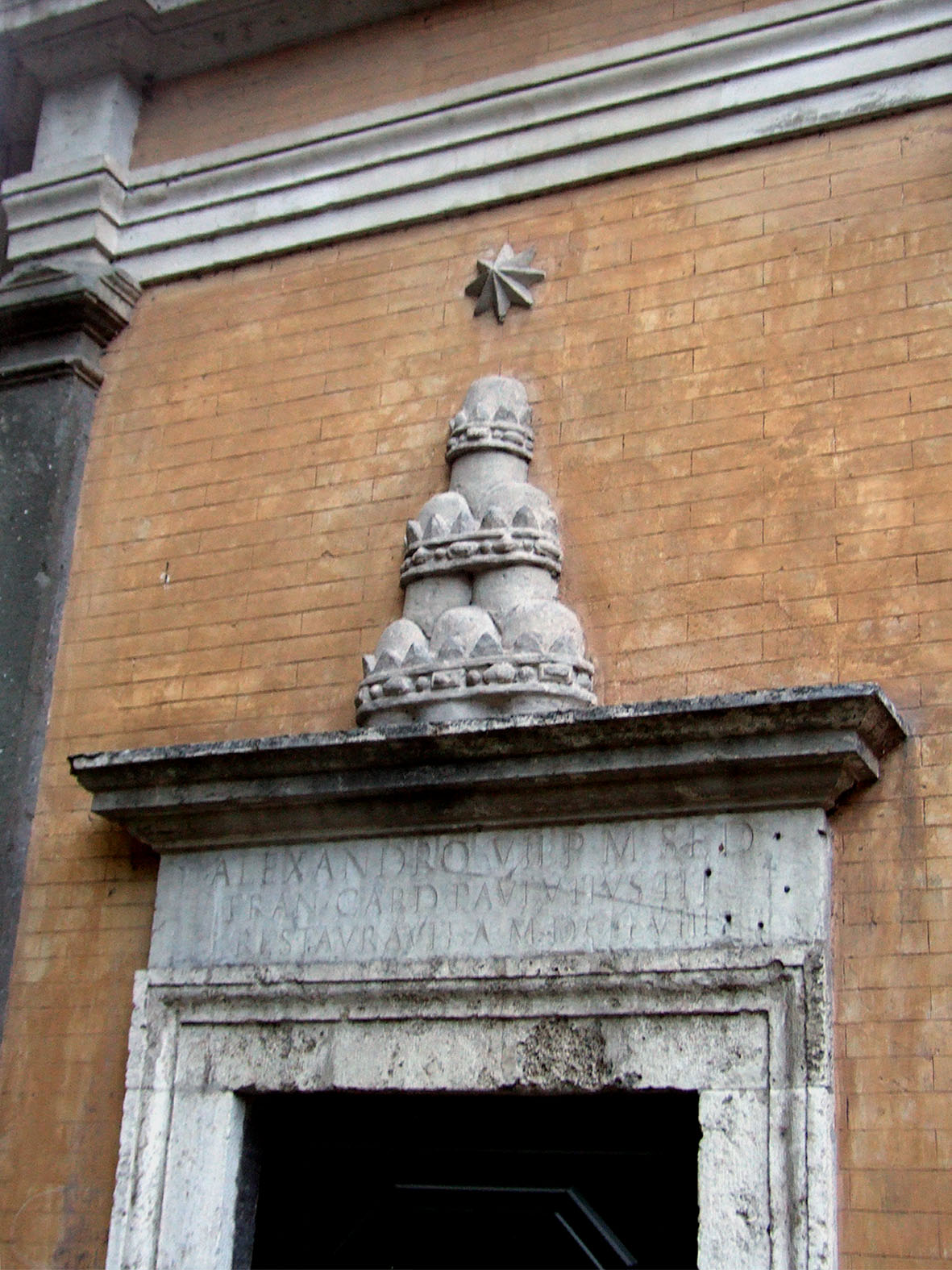
Les armes Chigi en surplomb du portail est
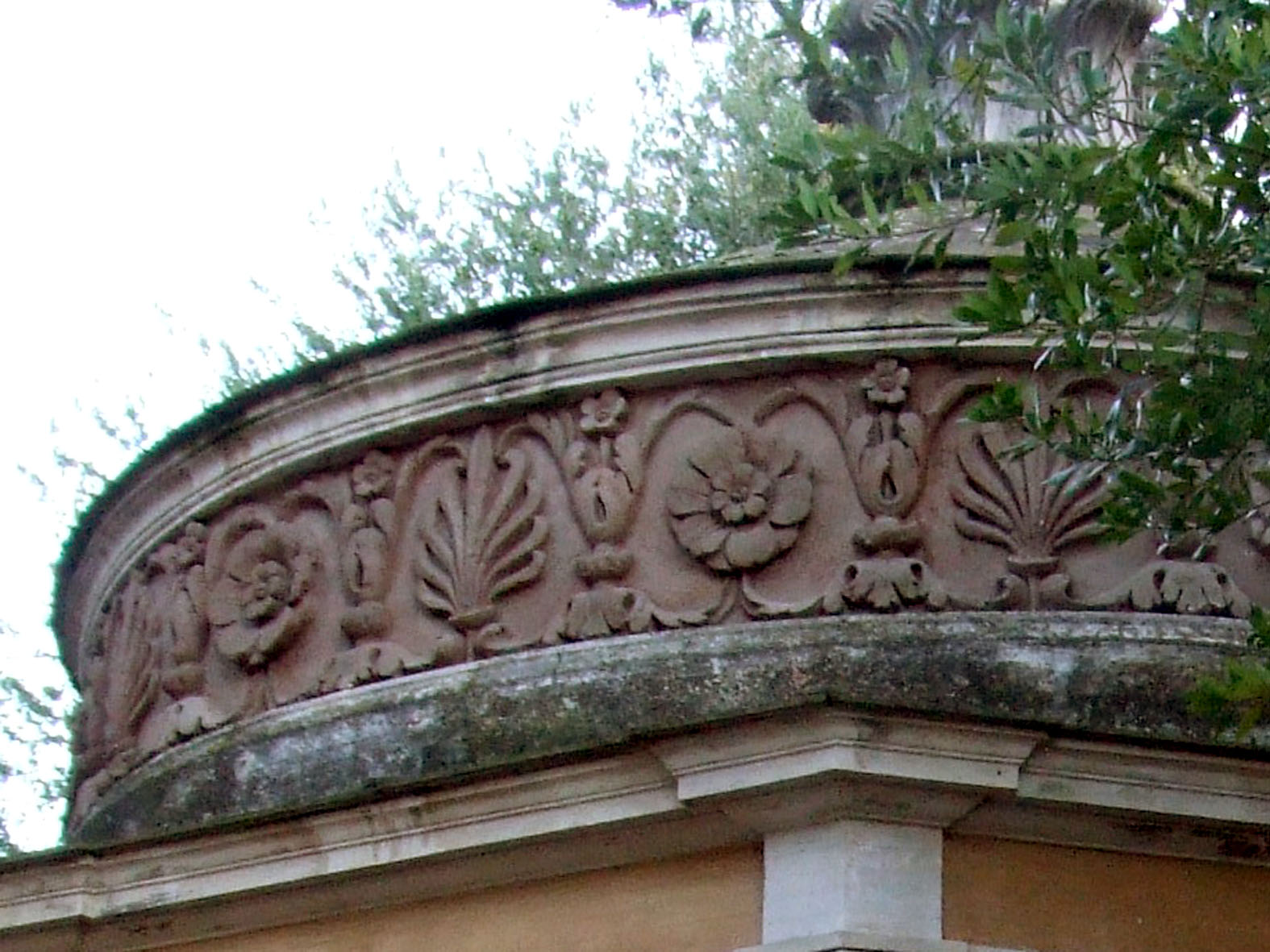
La frise en bas-relief
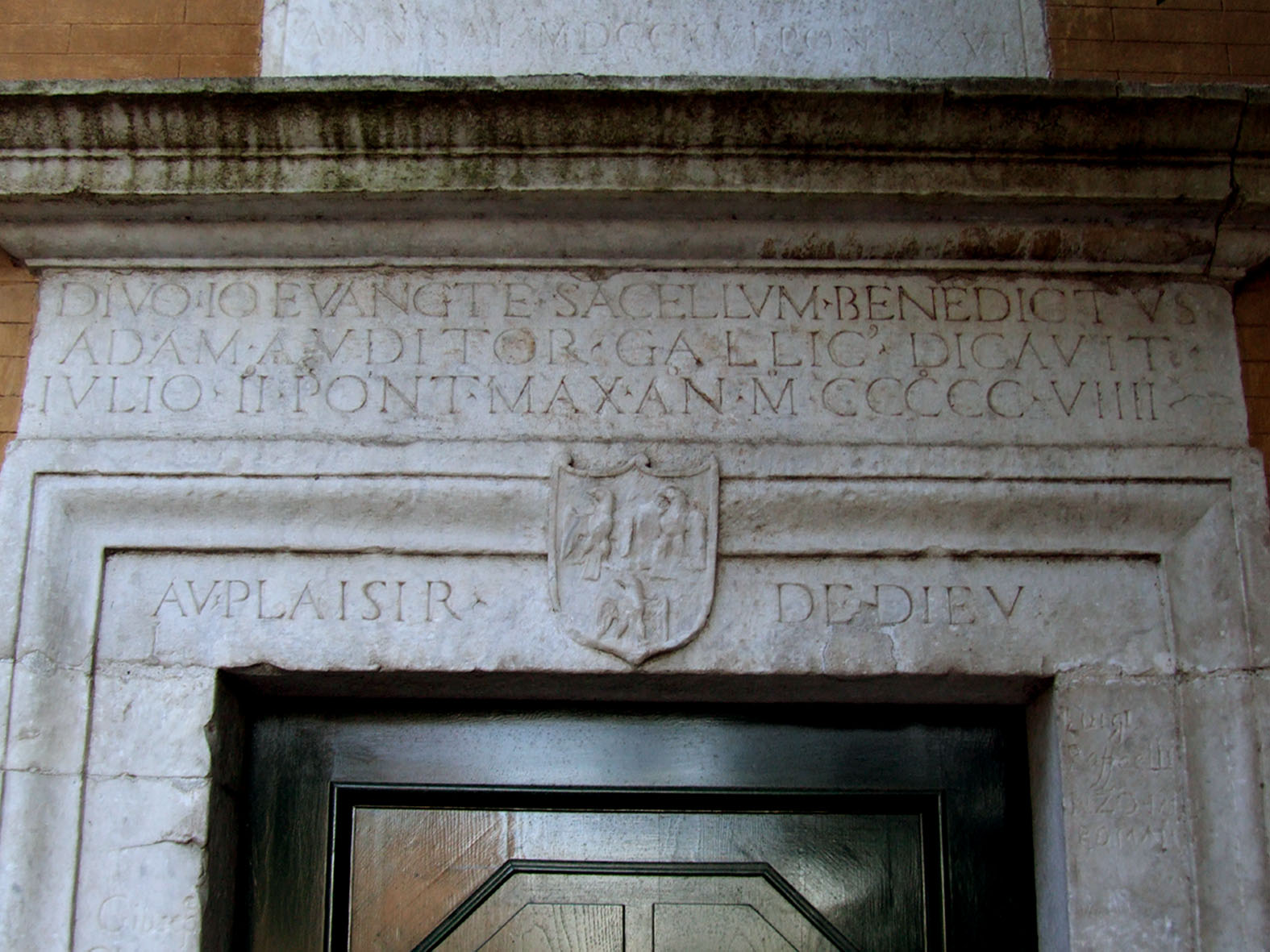
L'inscription « Au plaisir de Dieu » au fronton du portail ouest